# Faro di Capo Spartivento
Il faro di Capo Spartivento (in sardo: Faru de Cabu Ispartiventu), è un faro sull'omonimo promontorio della Sardegna sud-occidentale, che costituisce il limite orientale del golfo di Teulada e il limite occidentale del golfo di Cagliari.

## Storia

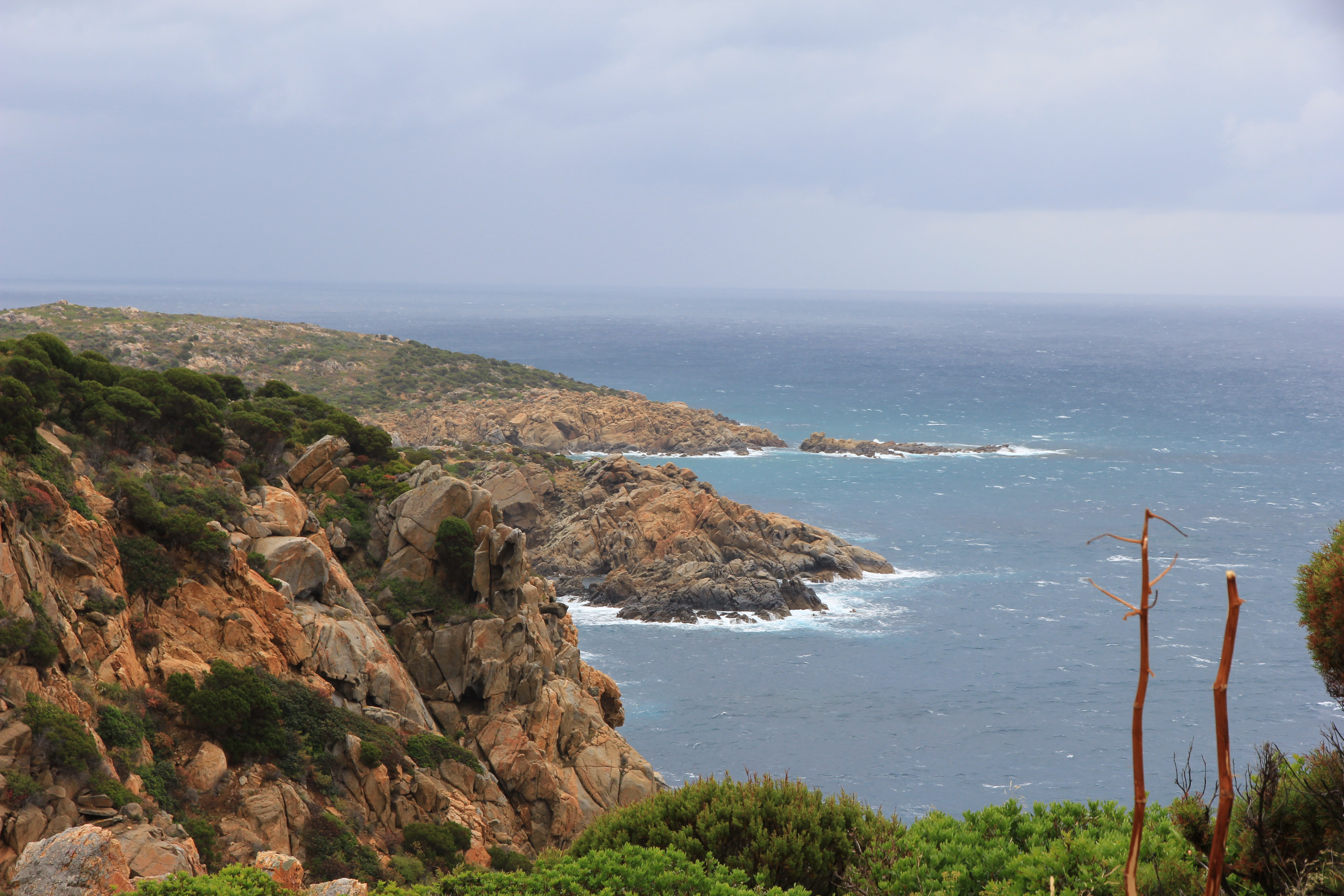
Capo Spartivento

Il faro di capo Spartivento è stato costruito nel 1866, ed è quindi tra i fari più antichi della Sardegna tuttora in funzione. È raggiungibile dalla spiaggia di Baia Chia tramite una strada sterrata lunga quattro chilometri.
Il faro attualmente è presidiato e viene periodicamente controllato dal personale della reggenza di Cagliari. La struttura sottostante è stata completamente rimodernata e adibita a Luxury Guesthouse dotata di quattro Suites e due mini appartamenti. La Guesthouse è dotata di un impianto di fitodepurazione e di un sistema di pannelli solari. Il faro è stato recentemente dismesso dall'amministrazione militare, privatizzato ed è attualmente un resort di alto livello.

## Architettura
Il faro di capo Spartivento è un faro d'altura: è composto da un edificio alto 19 metri, sopra il quale è posta la struttura del faro rivestita dalla gabbia di Faraday. L'edificio, che versava in pessime condizioni, è stato ristrutturato nel 2006.
La lanterna si trova a 81 metri sul livello del mare, ha un'ottica fissa con portata di 18 miglia. Emette lampi di 0,2 secondi intervallati da 2 eclissi di 3,3 e una di 7,8 per un periodo totale di 15 secondi. La lanterna di riserva ha portata uguale alla lampada principale.

## Posizione
Si trova a circa 5 km a sud-ovest di Chia in comune di Domus de Maria. Il promontorio è di costituzione granitica, e il suo punto più alto si trova a 66 metri s.l.m. Ad est del capo si trova la spiaggia di portu Simoni Gibudda, nota come cala Cipolla, circondata da pini e ginepri. Ad ovest si trovano gli scogli detti "i Padiglioni" e gli isolotti Ferraglione; qui la costa è rocciosa e disseminata di calette accessibili con la barca o a piedi attraverso sentieri impervi.